# بحيصيص
بحيصيص قرية سورية في ناحية جنينة رسلان في منطقة دريكيش التابعة لمحافظة طرطوس.